# Spoorlijn Fehmarnsund - Orth
De spoorlijn Fehmarnsund - Orth is een grotendeels opgebroken Duitse spoorlijn in Sleeswijk-Holstein en is als spoorlijn 1103 onder beheer van DB Netze. Slechts een klein gedeelte tussen Burg en Burg West is nog in gebruik.

## Geschiedenis
Het traject werd door de Kreis Oldenburger Eisenbahn (KOE) geopend op 8 september 1905. Tussen 1903 en 1927 werden door de spoorboot Fehmarnsund alleen goederenwagens overgezet. Na het in de vaart komen van de Fehmarn konden ook passagiersrijtuigen worden overgevaren. 
In juni 1956 is het gedeelte van Burg West naar Orth gesloten. Bij de opening van de Fehmarnsundbrücke in mei 1963 is het gedeelte tussen Fehmarnsund en Burg gesloten tegelijkertijd met het uit de vaart nemen van het veer. Thans is alleen nog het gedeelte tussen Burg en Burg West in gebruik dat is verlegd om bij Burg West aan te sluiten op de lijn Lübeck - Puttgarden.

## Treindiensten
De Deutsche Bahn verzorgt het personenvervoer op het resterende traject met IC en RB treinen.
| Serie | Treinsoort                   | Route | Bijzonderheden                                                        |
| ----- | ---------------------------- | --- | --------------------------------------------------------------------- |
| IC 31 | Intercity (DB Fernverkehr)   | [ [ Kiel Hbf – Neumünster ] / [ Hamburg-Altona ] – Hamburg Dammtor ] / [ Fehmarn-Burg – Oldenburg (Holst) – Lübeck Hbf ] – Hamburg Hbf – Hamburg-Harburg – Bremen Hbf – Osnabrück Hbf – Münster Hbf – Dortmund Hbf – Hagen Hbf – Wuppertal Hbf – Solingen Hbf – Köln Hbf – Bonn Hbf – Remagen – Andernach – Koblenz Hbf – Boppard Hbf – Bingen (Rhein) Hbf – Mainz Hbf – Frankfurt (Main) Flughafen Fernbahnhof – Frankfurt (Main) Hbf – Hanau Hbf – Würzburg Hbf – Nürnberg Hbf – Regensburg Hbf – Plattling – Passau Hbf | Twee treinen per dag per richting. 's Zomers één trein vanaf Fehmarn. |
| RB 85 | Regionalbahn (DB Regio Nord) | Lübeck Hbf – Bad Schwartau – Timmendorfer Strand – Sierksdorf – [ Neustadt (Holst) ] / [ Oldenburg (Holst) – Fehmarn-Burg – Puttgarden ] |                                                                       |

## Aansluitingen
In de volgende plaatsen is of was er een aansluiting op de volgende spoorlijnen:
Fehmarnsund
DB 1102, spoorlijn tussen Großenbrode en Großenbroder Fähre via de spoorboot over de Fehmarnsund
Burg
DB 1104, spoorlijn tussen Burg en Burg West
Burg West
DB 1100, spoorlijn tussen Lübeck en Puttgarden